# Bắc Thái Ninh, Hưng Yên
Bắc Thái Ninh là một xã thuộc tỉnh Hưng Yên, Việt Nam.

## Địa lý
Xã Bắc Thái Ninh nằm ở phía nam của tỉnh Hưng Yên, có vị trí địa lý:
- Phía tây giáp xã Tây Thái Ninh.
- Phía đông giáp xã Thái Ninh.
- Phía nam giáp xã Nam Thái Ninh và xã Trà Giang.
- Phía bắc giáp các xã Thụy Anh, Nam Thụy Anh và Thái Thụy.

## Lịch sử
Ngày 16 tháng 6 năm 2025, Ủy ban Thường vụ Quốc hội ban hành Nghị quyết số 1666/NQ-UBTVQH15 về việc sắp xếp các đơn vị hành chính cấp xã của tỉnh Hưng Yên năm 2025. Theo đó, sắp xếp toàn bộ diện tích tự nhiên, quy mô dân số của xã Thái Phúc và xã Dương Hồng Thủy thành xã mới có tên gọi là xã Bắc Thái Ninh.